# 商學院課程認證委員會
商學院課程認證委員會（英語：Accreditation Council for Business Schools and Programs, 简称ACBSP），前身是大學商學院課程協會，是美國組織，致力為教學為重點的商務課程提供認證服務。
總部設在堪薩斯州歐弗蘭帕克（堪薩斯城的郊區）, 創建ACBSP目的是為了滿足商學院和課程的高校對專業認證的需求。
在2010年8月，ACBSP 報告擁有8,000多個個人會員和828個會員教育機構，其中529個擁有ACBSP 認證，其中220個具有候選資格。 除134個會員機構外，所有機構都在美國。在2013年4月，ACBSP 報告擁有1,171個成員校園，其中183個位於美國以外。這些校園中，有586個已獲得認證，有500多個處於候選資格。 這些校園中的個人成員已超過10,000。

## 外部連結
- 官方网站